# Phospholipase B
 (février 2024).
Si vous disposez d'ouvrages ou d'articles de référence ou si vous connaissez des sites web de qualité traitant du thème abordé ici, merci de compléter l'article en donnant les références utiles à sa vérifiabilité et en les liant à la section « Notes et références ».
La phospholipase B (PLAB) est une hydrolase qui libère indifféremment l'acide gras estérifiant l'hydroxyle du carbone 1 ou du carbone 2 du glycérol d'un phosphoglycéride pour donner un lysophospholipide puis de l'α-GPC : elle cumule à ce titre les activités enzymatiques d'une phospholipase A1 et d'une phospholipase A2.
En pratique, le lysophospholipide intermédiaire est généralement une LPC et l'action d'une phospholipase B se confond avec celle d'une phospholipase A2 suivie de celle d'une lysophospholipase :
|                     | + H2O {\displaystyle \rightleftharpoons } |            | + |                           |
| Phosphatidylcholine |                                           | Acide gras |   | 2-lysophosphatidylcholine |
|                           | + H2O {\displaystyle \rightleftharpoons } |            | + |                              |
| 2-lysophosphatidylcholine |                                           | Acide gras |   | L-α-glycérophosphorylcholine |
Les autres types de phospholipases sont la phospholipase A1, la phospholipase A2, la phospholipase C et la phospholipase D.

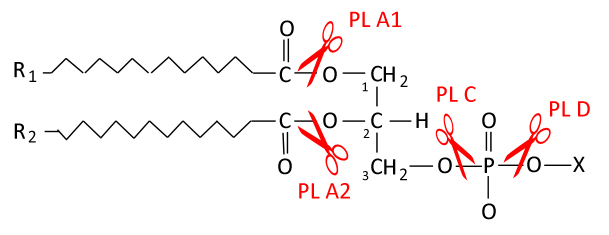
Zones de clivage des différentes classes de phospholipases :
- PLA1 : phospholipase A_{1},
- PLA2 : phospholipase A_{2},
- PLC : phospholipase C,
- PLD : phospholipase D.